# La signora dello zoo di Varsavia
La signora dello zoo di Varsavia (The Zookeeper's Wife) è un film del 2017 diretto da Niki Caro.
Il film è ispirato a una storia realmente accaduta narrata nel libro di Diane Ackerman Gli ebrei dello zoo di Varsavia, a sua volta basato sui diari della Żabińska. Fanno parte del cast principale Jessica Chastain, Daniel Brühl, Johan Heldenbergh e Michael McElhatton.

## Trama
Varsavia, 1939. All'inizio della seconda guerra mondiale, durante l'invasione della Polonia, anche lo zoo della capitale polacca subisce i bombardamenti della Luftwaffe. Molti degli animali muoiono sotto le bombe, altri fuggono dalle gabbie e alcuni vengono abbattuti dai soldati tedeschi. Quando i tedeschi entrano in città, le gabbie vengono requisite per farne depositi temporanei di armi e munizioni. Antonina Erdman e suo marito Jan Żabiński, direttore dello zoo, devono rinunciare anche a quelli superstiti quando lo scienziato Lutz Heck, già direttore dello zoo di Berlino ed ora ufficiale delle SS nominato capo zoologo della Germania nazista, annuncia che lo zoo sarà liquidato. Heck, però, promette ad Antonina che salverà gli animali più pregiati portandoli in Germania per poi restituirli a guerra finita.
Dopo la partenza dei migliori esemplari e l'uccisione dei restanti, Antonina e Jan si interrogano sul proprio futuro e sulla sorte degli ebrei che vengono rinchiusi nel ghetto in condizioni disperate e propongono a Heck di tenere in attività lo zoo trasformandolo in un allevamento di maiali da nutrire con gli scarti raccolti proprio nel ghetto. Heck acconsente all'idea e pensa anche ad un allevamento di uri essendo impegnato nel tentativo di riprodurre l'animale estinto incrociando vari tipi di bovini. Jan ride a quest'ultima idea, ma Antonina blandisce il tedesco con il suo sorriso e Heck, invaghitosi di lei, in seguito cercherà di sedurla.
Prima dell'inizio delle deportazioni, grazie alla copertura della nuova attività nello zoo e della fiducia accordata loro dai nazisti, i due coniugi prelevano centinaia di ebrei dal ghetto e, facendoli transitare nei passaggi retrostanti le gabbie degli animali, li nascondono nelle cantine della propria casa fintanto che possano fuggire forniti di falsi documenti.
Nel 1944, con i soldati russi alle porte, durante la rivolta di Varsavia, la città viene messa a ferro e fuoco e Jan partecipa ad azioni di guerriglia contro i nazisti: durante una di queste viene ferito e arrestato.
Alla fine della guerra, la vita riprenderà il proprio corso e lo zoo sarà ricostruito.

## Promozione
Il primo trailer è stato diffuso il 17 novembre 2016, mentre la versione italiana viene diffusa il 3 ottobre 2017.

## Distribuzione
Il film è stato presentato in anteprima il 7 marzo 2017 a Varsavia, dove è ambientato il film. È stato distribuito nelle sale cinematografiche statunitensi il 31 marzo 2017, mentre in quelle italiane il 16 novembre 2017.

## Curiosità
Nel film appare un evidente anacronismo: la presenza del leone bianco. Benché oggi il leone bianco sia molto comune nei circhi e negli zoo, il suo allevamento in cattività è potuto incominciare solamente dopo il 1975, cioè dopo la scoperta di alcuni cuccioli nati nella riserva naturale di Timbavati, in Sudafrica. Tuttavia, come racconta ad inizio film lo scienziato Lutz Heck, i leoni bianchi presenti nello zoo sono un'eccezione poiché portati da lui stesso tempo prima a seguito di una battuta di caccia in Africa.